# Atiku Abubakar
Atiku Abubakar (Jada, Camerún británico, 25 de noviembre de 1946) es un político y empresario nigeriano que ejerció como vicepresidente de Nigeria entre 1999 y 2007 durante la administración de Olusegun Obasanjo. Se ha postulado como candidato presidencial en varias ocasiones.
Proveniente del estado de Adamawa, trabajó como oficial de aduanas durante más de 20 años antes de involucrarse en el sector privado e invertir en los servicios petroleros y la agricultura, para después unirse a la política nacional. Participó en las elecciones presidenciales de 2019, perdiendo ante Muhammadu Buhari.

## Primeros años y educación
Abubakar nació el 25 de noviembre de 1946 en Jada, una localidad bajo la administración del Camerún británico. Fue nombrado en honor a su abuelo paterno Atiku Abdulkadir. Su padre, Garba Abubakar, era un comerciante perteneciente al pueblo fulani, y su madre era Aisha Kande. Su padre murió ahogado mientras intentaba cruzar un río en 1957.
Su padre se oponía a que obtuviera educación occidental y trató de mantener a Atiku Abubakar fuera del sistema escolar tradicional. Cuando el gobierno descubrió que Abubakar no asistía a la escuela obligatoria, su padre fue arrestado hasta que pagó una multa. Comenzó su educación a los ocho años en la Escuela Primaria de Jada. Posteriormente, fue admitido en la Escuela Secundaria Provincial de Adamawa, de donde se graduó en 1965.
Después de su graduación, Abubakar estudió brevemente en la Escuela de Policía de Nigeria en Kaduna, la cual abandonó para trabajar como oficial de impuestos en la Consejería de Finanzas. En 1966, fue admitido en la Escuela de Higiene de Kano. Se graduó con un diploma en 1967 y ese mismo año se matriculó en derecho en el Instituto de Administración de la Universidad Ahmadu Bello. Se graduó en 1969 y comenzó a trabajar en el Servicio de Aduanas de Nigeria.

## Carrera en los negocios
Abubakar se incorporó en el Servicio de Aduanas de Nigeria el 30 de junio de 1969, como superintendente auxiliar. En 1987, fue nombrado director adjunto de Aduanas e Impuestos Especiales a cargo de Fiscalización y Drogas. Renunció a la aduana el 30 de abril de 1989, después de que se le fuera negado el puesto de director, el más alto en la agencia.

## Carrera política

### Inicios

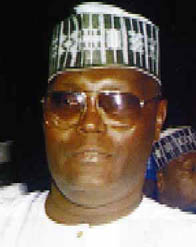
Atiku Abubakar en la década de 1990

La primera incursión de Abubakar en la política fue a principios de la década de 1980, cuando comenzó a trabajar en la campaña para gobernador de Bamanga Tukur, quien en ese momento era director gerente de la Autoridad Portuaria de Nigeria.
Alrededor del final de su carrera en la aduana, conoció a Shehu Musa Yar'Adua, quien había sido la segunda persona al mando durante el gobierno militar que ostentó el poder entre 1976 y 1979. Abubakar empezó a asistir a las reuniones políticas que sucedían regularmente en la casa de Yar'Adua en Lagos.
En 1989, Abubakar fue elegido vicepresidente del Frente Popular de Nigeria, una asociación política liderada por Yar'Ardua. Ganó un escaño para representar a su distrito electoral en la Asamblea Constituyente de 1989, creada para elegir una nueva Constitución para Nigeria. Finalmente, el gobierno negó el registro del Frente Popular, y la asociación se fusionó con el Partido Socialdemócrata de Nigeria.
En septiembre de 1990 se postuló a la gubernatura del estado de Gongola. Un año después, el gobierno federal dividió el estado en dos, Adamawa y Taraba. Se postuló para la candidatura presidencia del Partido Socialdemócrata en 1992, quedando en tercer lugar y renunciando en favor de Moshood Abiola, quien ganó las elecciones presidenciales anuladas de 1993.
Se incorporó al Partido Democrático Popular (PDP), que cofundó en 1998 junto con Olusegun Obasanjo. Se postuló como gobernador del estado de Adamawa y ganó, pero antes de tomar posesión fue designado como compañero de fórmula de Obasanjo. Ganarón las elecciones presidenciales de 1999 con el 62,78% de los votos.

### Vicepresidente de Nigeria
El 29 de mayo de 1999, Abubakar tomó juramento como vicepresidente de Nigeria. Como vicepresidente, se desempeñó como presidente del Consejo Económico Nacional. El presidente Obasanjo le designó el cargo de presidente de la Comisión Nacional de Fronteras, así como la presidencia del Consejo Nacional de Privatizaciones, en la cual supervisó junto con Nasir el-Rufai la venta de varias empresas públicas.
Abubakar rechazó la propuesta de varios gobernadores estatales para competir contra Obasanjo en las elecciones presidenciales de 2003. En 2006, la relación entre Abubakar y Obasanjo tuvo una ruptura por las intenciones de Obasanjo de presentarse a un tercer mandato como presidente. A causa de esto, abandonó el Partido Democrático Popular y se incorporó al partido Congreso para la Acción. El Senado de Nigeria terminó rechazando la enmienda le que permitiría a Obasanjo presentarse a un tercer mandato.
El 25 de noviembre de 2006, Abubakar anunció que se postularía a la presidencia. El 20 de diciembre fue seleccionado como el candidato presidencial del Congreso para la Acción. El 14 de marzo de 2007, la Comisión Electoral Nacional Independiente (INEC) publicó la lista final de los 24 candidatos a las elecciones presidenciales del 21 de abril en la que Abubakar no figuraba. El INEC emitió un comunicado en el que decía que faltaba el nombre de Abubakar porque estaba en una lista de personas acusadas de corrupción por un panel creado por el gobierno. Abubakar se dirigió a los tribunales el 16 de marzo para anular su descalificación. La Corte Suprema dictaminó por unanimidad el 16 de abril que el INEC no tenía el poder para descalificar candidatos. El fallo le permitió disputar la elección. De acuerdo con los resultados oficiales, Abubakar obtuvo el tercer lugar, por detrás de Umaru Yar'Adua del Partido Democrático Popular y de Muhammadu Buhari del Partido Popular de Toda Nigeria. Abubakar rechazó los resultados y solicitó su anulación, describiéndolas como las «peores elecciones en la historia» de Nigeria.

### Retorno al PDP

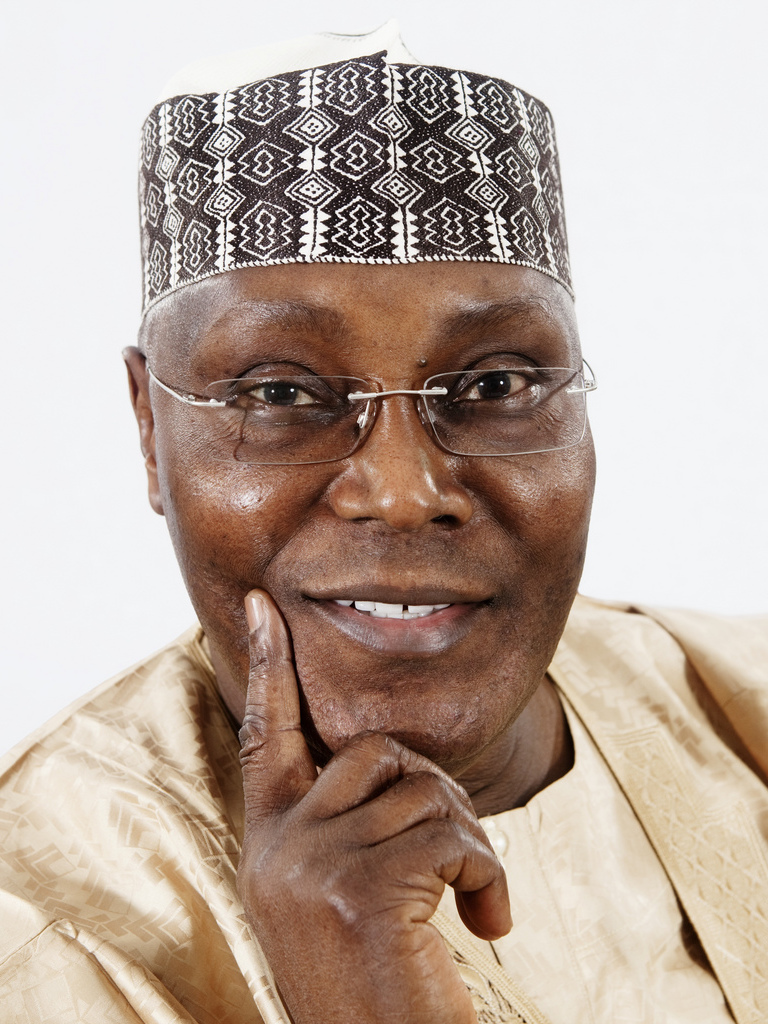
Retrato oficial de Atiku Abubakar para las elecciones de 2011.

En 2009 Abubakar se volvió a incorporar al Partido Democrático Popular. En octubre de 2010, anunció sus intenciones de competir por la presidencia. El 22 de noviembre, se convirtió en el candidato del consenso del norte, por encima del expresidente Ibrahim Babangida, el exasesor de seguridad nacional Aliyu Gusau y el gobernador del estado de Kwara, Bukola Saraki. En enero de 2011, Abubakar compitió por la nominación presidencial de su partido, enfrentando al presidente Goodluck Jonathan y Sarah Jibril. Perdió las elecciones primarias, obteniendo tan solo 805 votos frente a los 2736 votos del presidente Jonathan.
En agosto de 2013, la Comisión Electoral Nacional Independiente registró a dos nuevos partidos, uno de ellos denominado como Movimiento Democrático Popular. Medios locales sugirieron que el nuevo partido fue formado por Abubakar como un plan de respaldo en caso de que fuera incapaz de concretar sus supuestas ambiciones presidenciales en la plataforma del PDP. En una declaración, Abubakar reconoció que el nuevo partido fue fundado por sus «socios políticos», pero que permanecería como miembro del PDP.

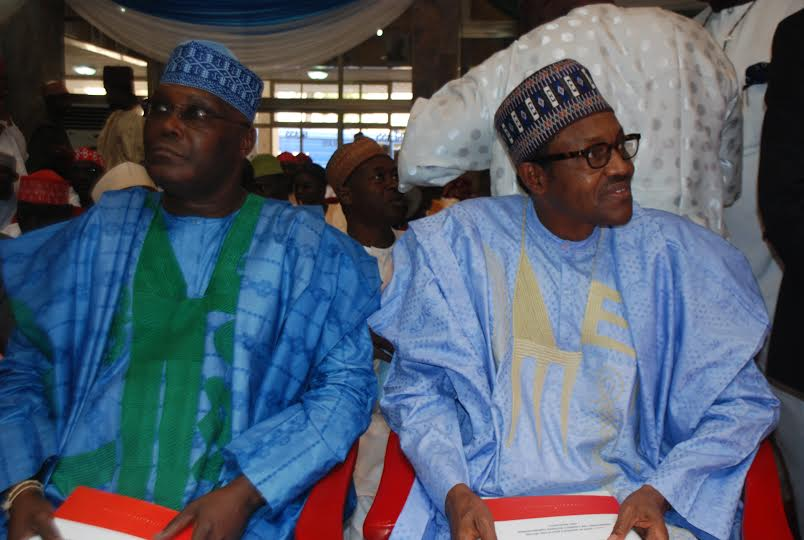
Atiku Abubakar junto con Muhammadu Buhari.

El 2 de febrero de 2014, Abubakar volvió a abandonar al Partido Democrático Popular y se convirtió en miembro fundador del Congreso de Todos los Progresistas, con la intención de competir por la presidencial en las elecciones presidenciales de 2015. En las elecciones primarias, Muhammadu Buhari obtuvo la nominación con 3,430 votos, Rabiu Kwankwaso consiguió 974 votos, y Abubakar quedó en tercer lugar con 954 votos. Abubakar anunció su salida del Congreso de Todos los Progresistas y regresó al Partido Democrático Popular. Comentó que había decidió «regresar a casa» ahora que se habían resuelto los problemas que hicieron que abandonara el partido.

### Elecciones presidenciales de 2019
Abubakar aseguró la nominación presidencial del Partido Democrático Popular en las elecciones primarias celebradas el 7 de octubre de 2018. Derrotó a los demás aspirantes y obtuvo 1,532 votos, en segundo lugar quedó Aminu Tambuwal con solo 693 votos. Abubakar prometió que terminaría los proyectos abandonados en el estado de Kogi. El 30 de enero de 2019 participó en una reunión del ayuntamiento etiquetada como #NGTheCandidate, en la cual declaró que ofrecería amnistía a los saqueadores. Otro punto importante de su campaña fue prometer que privatizaría el 90% de la Nigerian National Petroleum Corporation, una de las principales fuentes de ingreso de Nigeria.
Atiku perdió las elecciones celebradas el 23 de febrero de 2019 frente al presidente Muhammadu Buhari por una diferencia de casi 4 millones de votos. Abubakar apeló los resultados ante la Corte Suprema y describió las elecciones como las «peores en la historia democrática de Nigeria».

### Elecciones presidenciales de 2023
Abubakar emergió nuevamente como candidato del Partido Democrático Popular para las elecciones presidenciales de 2023 después de derrotar a doce contrincantes en las elecciones primarias celebradas el 28 de mayo de 2022. De 767 votos válidos, Atiku consiguió 371, mientras que su rival más cercano, el gobernador del estado de Rivers Nyesom Wike, obtuvo 237 votos.
Abubakar volvería a perder en las elecciones, esta vez ante Bola Tinubu. Atiku se unió a otros candidatos de oposición para exigir una nueva votación.

## Vida personal
Abubakar tiene cuatro esposas y 26 hijos. En diciembre de 1971 se casó en secreto con Amina Titi, debido a que su familia estaba en contra de la relación. En enero de 1979 se casó con su segunda esposa, Ladi Yakubu. En 1983 se casó con la princesa Rukaiyatu, y en 1986 se casó con Fatima Shettima.
Abubakar se divorció más tarde de Ladi. Poco después, se casó con Jennifer Iwenjiora Douglas.